# Kozlovski (Bélgorod)
|  | Per a altres significats, vegeu «Kozlovski». |

Kozlovski - Козловский (rus) - és un poble (un possiólok) de l'óblast de Bélgorod, a Rússia. El 2010 tenia 9 habitants. Pertany al districte (raion) de Novi Oskol.